# Rumänisches Verteidigungsministerium
Das Ministerium für Nationale Verteidigung (rumänisch Ministerul Apărării Naționale, MApN) ist eines der achtzehn Ministerien der rumänischen Regierung. Der derzeit amtierende Minister für Nationale Verteidigung ist Angel Tîlvăr.

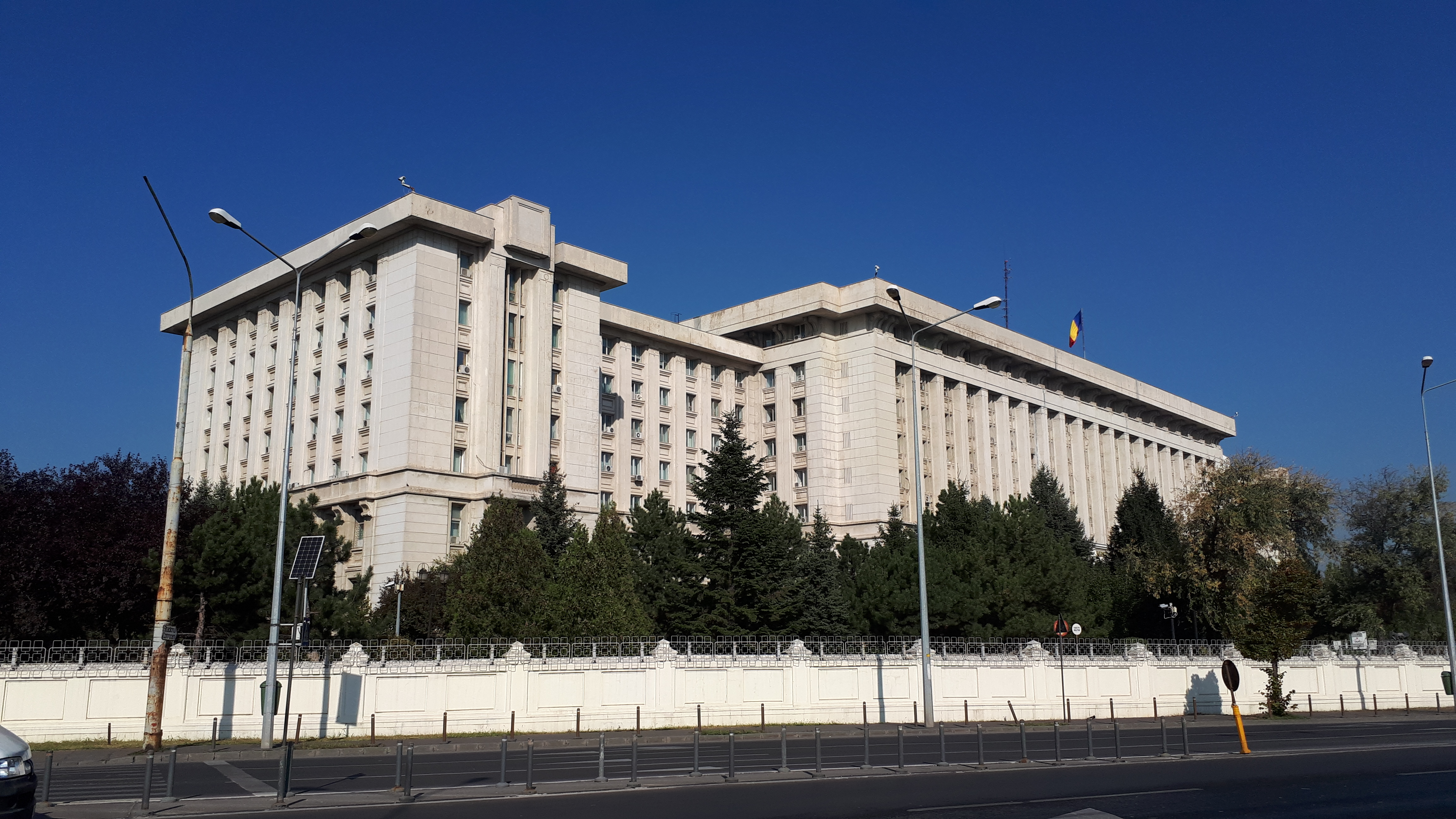
Verteidigungsministerium

## Ministerium
Das Verteidigungsministerium ist das der Regierung unterstellte Fachorgan der zentralen öffentlichen Verwaltung, das die nationale Verteidigung gemäß den gesetzlichen Bestimmungen und der Strategie der nationalen Sicherheit durchführt, um die nationale Souveränität, die Unabhängigkeit und Einheit des Staates, die territoriale Integrität und die verfassungsmäßige Demokratie zu schützen. Das Ministerium ist gegenüber dem Parlament, dem Obersten Rat für Nationale Verteidigung und der Regierung für die Umsetzung der Bestimmungen der Verfassung, der geltenden Gesetze, der Entscheidungen des Obersten Rates für Nationale Verteidigung und der Regierung sowie der von Rumänien ratifizierten internationalen Verträge in seinen Tätigkeitsbereichen verantwortlich.

## Aufbau und Funktion

### Abteilung für euro-atlantische Integration und Verteidigungspolitik
Sie koordiniert den euro-atlantischen Integrationsprozess und die Entwicklung der militärischen internationalen Beziehungen, ist für die Durchsetzung der Verteidigungspolitik zuständig, gewährleistet die integrierte Verteidigungsplanung und kontrolliert die Forschungstätigkeit in ihrem Zuständigkeitsbereich. An der Spitze des Generalstabs steht der Chef des Generalstabs, der vom rumänischen Staatspräsidenten auf Vorschlag des Verteidigungsministers und mit Zustimmung des Premierministers ernannt wird. Der Chef des Generalstabs ist der höchste militärische Dienstgrad in den Streitkräften. Auf der Ebene des Generalstabs wird ein Ausschuss der Generalstabschefs mit beratender Funktion eingerichtet. Seine Organisation und Funktion werden durch eine vom Verteidigungsminister erlassene Regelung festgelegt.

### Inspektorat des Ministeriums für Nationale Verteidigung
Die Struktur, durch die der Verteidigungsminister die Kontrolle ausübt und die in den Streitkräften entwickelten Aktivitäten bewertet. Das Inspektorat organisiert und kontrolliert den Umwelt- und Arbeitsschutz sowie die technische und messtechnische Überwachung. Das Inspektorat wird von einem Generalinspektor geleitet, der im Auftrag des Verteidigungsministers ernannt wird.

### Generalsekretariat
Das Generalsekretariat kontrolliert die untergeordneten Direktionen und Dienststellen, die im Auftrag des Ministers für Nationale Verteidigung eingerichtet wurden, und gewährleistet die Sekretariats-, Verwaltungs- und Protokollarbeiten auf Ministerebene. An der Spitze des Generalsekretariats steht der Generalsekretär, ein Beamter, der im Auftrag des Verteidigungsministers ernannt wird.

### Generaldirektion für den Nachrichtendienst der Verteidigung
Die spezialisierte Struktur für die Erfassung, Verarbeitung, Bestätigung, Speicherung (Archivierung) und Bewertung der internen und externen militärischen und nicht-militärischen Risiken und Bedrohungen, die die nationale Sicherheit beeinträchtigen; außerdem zuständig für 

## Liste der Verteidigungsminister

Standarte des Verteidigungsministers

| Fürstentum Rumänien          |                                  |                              |                    |                    |                             |                  |          |          |
| Ministru de Război           | 1                                | Ioan Grigore Ghica           | 19. Juli 1861      | 29. September 1862 |                             |                  |          |          |
| Ministru de Război           | 2                                | Ion Emanoil Florescu         | 30. August 1862    | 11. Oktober 1863   |                             |                  |          |          |
| Ministru de Război           | 3                                | Alexandru Iacovache          | 12. Oktober 1863   | 11. April 1864     |                             |                  |          |          |
| Ministru de Război           | 4                                | Savel Manu                   | 12. April 1864     | 29. Januar 1866    |                             |                  |          |          |
| Ministru de Război           | 5                                | Alexandru Solomon            | 30. Januar 1866    | 10. Februar 1866   |                             |                  |          |          |
| Ministru de Război           | 6                                | Dimitrie Lecca               | 11. Februar 1866   | 10. Mai 1866       |                             |                  |          |          |
| Ministru de Război           | (1)                              | Ioan Grigore Ghica           | 11. Mai 1866       | 5. August 1866     |                             |                  |          |          |
| Ministru de Război           | 7                                | Nicolae Haralambie           | 6. August 1866     | 7. Februar 1867    |                             |                  |          |          |
| Ministru de Război           | 8                                | Tobias Gherghely             | 8. Februar 1867    | 23. Mai 1867       |                             |                  |          |          |
| Ministru de Război           | 9                                | Gheorghe Adrian              | 24. Mai 1867       | 11. August 1868    |                             |                  |          |          |
| Ministru de Război           | 10                               | Ion C. Brătianu              | 12. August 1868    | 15. November 1868  |                             | PNL              |          |          |
| Ministru de Război           | 11                               | Ioan Duca                    | 16. November 1868  | 13. Januar 1869    |                             |                  |          |          |
| Ministru de Război           | 12                               | Gheorghe Manu                | 14. Juli 1869      | 17. Dezember 1870  |                             |                  |          |          |
| Ministru de Război           | 13                               | Pencovici Eustasie           | 18. Dezember 1870  | 10. März 1871      |                             |                  |          |          |
| Ministru de Război           | 14                               | Christian Tell               | 11. März 1871      | 13. März 1871      |                             |                  |          |          |
| Ministru de Război           | (2)                              | Ion Emanoil Florescu         | 14. März 1871      | 26. April 1876     |                             |                  |          |          |
| Ministru de Război           | 15                               | Gheorghe Slăniceanu          | 27. April 1876     | 1. April 1877      |                             |                  |          |          |
| Ministru de Război           | 16                               | Alexandru Cernat             | 2. April 1877      | 19. August 1877    |                             |                  |          |          |
| Ministru de Război           | (16)                             | Alexandru Cernat             | 19. März 1878      | 24. November 1878  |                             |                  |          |          |
| Ministru de Război           | 17                               | Nicolae Dabija               | 8. Januar 1879     | 10. Juli 1879      |                             |                  |          |          |
| Ministru de Război           | (6)                              | Dimitrie Lecca               | 11. Juli 1879      | 28. April 1880     |                             |                  |          |          |
| Königreich Rumänien          |                                  |                              |                    |                    |                             |                  |          |          |
| Ministru de Război           | (10)                             | Ion C. Brătianu              | 1. August 1882     | 22. Juni 1884      |                             | PNL              |          |          |
| Ministru de Război           | 18                               | Ștefan Fălcoianu             | 23. Juni 1884      | 12. Januar 1886    |                             |                  |          |          |
| Ministru de Război           | 19                               | Alexandru Anghelescu         | 21. Februar 1886   | 4. November 1887   |                             |                  |          |          |
| Ministru de Război           | (10)                             | Ion C. Brătianu              | 5. November 1887   | 23. März 1888      |                             | PNL              |          |          |
| Ministru de Război           | 20                               | Constantin Barozzi           | 23. März 1888      | 11. November 1888  |                             |                  |          |          |
| Ministru de Război           | (12)                             | Gheorghe Manu                | 12. November 1888  | 4. November 1889   |                             |                  |          |          |
| Ministru de Război           | 22                               | Matei Vlădescu               | 5. November 1889   | 20. Februar 1891   |                             |                  |          |          |
| Ministru de Război           | 23                               | Iacob Lahovary               | 21. Februar 1891   | 21. Februar 1894   |                             |                  |          |          |
| Ministru de Război           | 24                               | Lascăr Catargiu              | 22. Februar 1894   | 11. Juni 1894      |                             | PC               |          |          |
| Ministru de Război           | 25                               | Constantin Poenaru           | 12. Juni 1894      | 3. Oktober 1895    |                             |                  |          |          |
| Ministru de Război           | 26                               | Constantin I. Stoicescu      | 21. November 1896  | 24. November 1896  |                             |                  |          |          |
| Ministru de Război           | 27                               | Anton Berindei               | 25. November 1896  | 10. April 1899     |                             |                  |          |          |
| Ministru de Război           | (29)                             | Iacob Lahovary               | 11. April 1899     | 13. Februar 1901   |                             |                  |          |          |
| Ministru de Război           | 30                               | D. A. Sturza                 | 14. Februar 1901   | 21. Dezember 1904  |                             | PNL              |          |          |
| Ministru de Război           | (12)                             | Gheorghe Manu                | 22. Dezember 1904  | 11. März 1906      |                             |                  |          |          |
| Ministru de Război           | 31                               | Alexandru Averescu           | 13. März 1906      | 3. März 1909       |                             |                  |          |          |
| Ministru de Război           | 32                               | Toma Stelian                 | 4. März 1909       | 31. Oktober 1909   |                             |                  |          |          |
| Ministru de Război           | 33                               | Grigore C. Crăiniceanu       | 1. November 1909   | 28. Dezember 1910  |                             |                  |          |          |
| Ministru de Război           | 34                               | Nicolae Filipescu            | 29. Dezember 1910  | 27. März 1912      |                             |                  |          |          |
| Ministru de Război           | 35                               | Ioan Argetoianu              | 29. März 1912      | 13. Oktober 1912   |                             |                  |          |          |
| Ministru de Război           | 36                               | Constantin Harjeu            | 14. Oktober 1912   | 3. Januar 1914     |                             |                  |          |          |
| Ministru de Război           | 37                               | Ion I. C. Brătianu           | 4. Januar 1914     | 14. August 1916    |                             | PNL              |          |          |
| Ministru de Război           | 38                               | Vintilă Brătianu             | 15. August 1916    | 9. Juli 1917       |                             | PNL              |          |          |
| Ministru de Război           | (38)                             | Vintilă Brătianu             | 9. Juli 1917       | 19. Juli 1917      |                             | PNL              |          |          |
| Ministru de Război           | 39                               | Constantin Iancovescu        | 20. Juli 1917      | 5. März 1918       |                             |                  |          |          |
| Ministru de Război           | (36)                             | Constantin Harjeu            | 6. März 1918       | 23. Oktober 1918   |                             |                  |          |          |
| Ministru de Război           | 40                               | Eremia Grigorescu            | 24. Oktober 1918   | 28. November 1918  |                             |                  |          |          |
| Ministru de Război           | 41                               | Arthur Văitoianu             | 29. November 1918  | 26. September 1919 |                             |                  |          |          |
| Ministru de Război           | 42                               | Ioan Rășcanu                 | 27. September 1919 | 1. März 1920       |                             |                  |          |          |
| Ministru de Război           | 43                               | Traian Moșoiu                | 2. März 1920       | 11. März 1920      |                             |                  |          |          |
| Ministru de Război           | (42)                             | Ioan Rășcanu                 | 12. März 1920      | 15. Dezember 1921  |                             |                  |          |          |
| Ministru de Război           | 44                               | Ștefan Holban                | 17. Dezember 1921  | 18. Januar 1922    |                             |                  |          |          |
| Ministru de Război           | (37)                             | Ion I. C. Brătianu           | 19. Januar 1922    | 19. April 1922     |                             | PNL              |          |          |
| Ministru de Război           | 45                               | Gheorghe Mărdărescu          | 20. April 1922     | 29. März 1926      |                             |                  |          |          |
| Ministru de Război           | 46                               | Ludovic Mircescu             | 30. März 1926      | 3. Juni 1927       |                             |                  |          |          |
| Ministru de Război           | 47                               | Paul Angelescu               | 4. Juni 1927       | 9. November 1928   |                             |                  |          |          |
| Ministru de Război           | 48                               | Henri Cihoski                | 10. November 1928  | 4. April 1930      |                             |                  |          |          |
| Ministru de Război           | 49                               | Iuliu Maniu                  | 5. April 1930      | 13. April 1930     |                             | PNȚ              |          |          |
| Ministru de Război           | 50                               | Nicolae Condeescu            | 14. April 1930     | 18. April 1931     |                             |                  |          |          |
| Ministru de Război           | 51                               | Amza C. Ștefănescu           | 19. April 1931     | 11. August 1932    |                             |                  |          |          |
| Ministru de Război           | 52                               | Nicolae Samsonovici          | 11. August 1932    | 14. November 1933  |                             |                  |          |          |
| Ministru de Război           | 53                               | Nicolae Uica                 | 14. November 1933  | 1. Juni 1934       |                             |                  |          |          |
| Ministru de Război           | 54                               | Gheorghe Tătărescu           | 1. Juni 1934       | 26. Juli 1934      |                             | PNL              |          |          |
| Ministru de Război           | (47)                             | Paul Anghelescu              | 27. Juli 1934      | 8. August 1937     |                             |                  |          |          |
| Ministru de Război           | 55                               | Radu Irimescu                | 28. August 1937    | 4. September 1937  |                             |                  |          |          |
| Ministru de Război           | 56                               | Constantin Ilasievici        | 4. September 1937  | 27. Dezember 1937  |                             |                  |          |          |
| Ministru de Război           | 57                               | Ion Antonescu                | 28. Dezember 1937  | 30. März 1938      |                             | Mil.             |          |          |
| Ministru de Război           | 58                               | Gheorghe Argeșanu            | 30. März 1938      | 13. Oktober 1938   |                             |                  |          |          |
| Ministru de Război           | 59                               | Nicolae Ciupercă             | 13. Oktober 1938   | 1. Februar 1939    |                             |                  |          |          |
| Ministru de Război           | 60                               | Armand Călinescu             | 1. Februar 1939    | 21. September 1939 |                             |                  |          |          |
| Ministru de Război           | 61                               | Ioan Ilcușu                  | 21. September 1939 | 4. Juli 1940       |                             |                  |          |          |
| Ministru de Război           | 62                               | Constantin Nicolescu         | 4. Juli 1940       | 4. September 1940  |                             |                  |          |          |
| Ministru de Război           | (57)                             | Ion Antonescu                | 4. September 1940  | 27. Januar 1941    |                             | Mil.             |          |          |
| Ministru de Război           | 63                               | Iosif Iacobici               | 27. Januar 1941    | 22. September 1941 |                             |                  |          |          |
| Ministru de Război           | (57)                             | Ion Antonescu                | 22. September 1941 | 23. Januar 1942    |                             | Mil.             |          |          |
| Ministru de Război           | 64                               | Constantin Pantazi           | 23. Januar 1942    | 23. August 1944    |                             | Mil.             |          |          |
| Ministru de Război           | 65                               | Ioan-Mihai                   |                    |                    |                             | Mil./PCR         |          |          |
| Ministru de Război           | Sozialistische Republik Rumänien |                              |                    |                    |                             |                  |          |          |
| Ministru de Război           | Ministrul de Război              | 70                           | Emil Bodnăraș      | 27. Dezember 1947  | 3. Oktober 1955             |                  | Mil./PMR |          |
| Ministru de Război           | Ministrul de Război              | Ministrul Apărării Naționale | 71                 | Leontin Sălăjan    | 3. Oktober 1955             | 28. August 1966  |          | Mil./PCR |
| Ministru de Război           | Ministrul de Război              | Ministrul Apărării Naționale | 72                 | Ioan Ioniță        | 29. Oktober 1966            | 16. Juni 1976    |          | Mil.     |
| 73                           | Ministrul de Război              | Ministrul Apărării Naționale | Ioan Coman         | 16. Juni 1976      | 29. März 1980               |                  | Mil.     |          |
| 74                           | Ministrul de Război              | Ministrul Apărării Naționale | Constantin Olteanu | 29. März 1980      | 16. Dezember 1985           |                  | Mil.     |          |
| 75                           | Ministrul de Război              | Ministrul Apărării Naționale | Vasile Milea       | 16. Dezember 1985  | 22. Dezember 1989           |                  | Mil.     |          |
| Rumänien seit 1989           | Ministrul de Război              |                              |                    |                    |                             |                  |          |          |
| Ministrul Apărării Naționale | Ministrul de Război              | 76                           | Nicolae Militaru   | 22. Dezember 1989  | 16. Februar 1990            |                  | Mil.     |          |
| Ministrul Apărării Naționale | Ministrul de Război              | 77                           | Victor Stănculescu | 16. Februar 1990   | 29. April 1991              |                  | Mil.     |          |
| Ministrul Apărării Naționale | Ministrul de Război              | 78                           | Niculae Spiroiu    | 30. April 1991     | 6. März 1994                |                  | Mil.     |          |
| Ministrul Apărării Naționale | 79                               | Gheorghe Tinca               | 6. März 1994       | 12. Dezember 1996  |                             | Văcăroiu Cabinet |          |          |
| Ministrul Apărării Naționale | 80                               | Victor Babiuc                | 12. Dezember 1996  | 11. Februar 1998   |                             | PD               |          |          |
| Ministrul Apărării Naționale | 81                               | Constantin Dudu Ionescu      | 12. Februar 1998   | 16. April 1998     |                             | PNȚCD            |          |          |
| Ministrul Apărării Naționale | 82                               | Victor Babiuc                | 16. April 1998     | 13. März 2000      |                             | PD               |          |          |
| Ministrul Apărării Naționale | 83                               | Sorin Frunzăverde            | 13. März 2000      | 28. Dezember 2000  | Isărescu Cabinet            | PD               |          |          |
| Ministrul Apărării Naționale | 84                               | Ioan Mircea Pașcu            | 28. Dezember 2000  | 28. Dezember 2004  | Năstase cabinet             | PDSR/PSD         |          |          |
| Ministrul Apărării Naționale | 85                               | Teodor Atanasiu              | 28. Dezember 2004  | 25. Oktober 2006   | Tăriceanu I                 | PNL              |          |          |
| Ministrul Apărării           | (83)                             | Sorin Frunzăverdeii          | 25. Oktober 2006   | 10. April 2007     | PD                          |                  |          |          |
| Ministrul Apărării           | 86                               | Teodor Meleșcanu             | 10. April 2007     | 22. Dezember 2008  | Tăriceanu II                | PNL              |          |          |
| Ministrul Apărării Naționale | 87                               | Mihai Stănișoară             | 22. Dezember 2008  | 23. Dezember 2009  | Boc I                       | PD-L             |          |          |
| Ministrul Apărării Naționale | 88                               | Gabriel Oprea                | 23. Dezember 2009  | 9. Februar 2012    | Boc II                      | Unabh./UNPR      |          |          |
| Ministrul Apărării Naționale | 88                               | Gabriel Oprea                | 9. Februar 2012    | 7. Mai 2012        | Ungureanu                   |                  |          |          |
| Ministrul Apărării Naționale | 89                               | Corneliu Dobrițoiu           | 7. Mai 2012        | 20. Dezember 2012  | Ponta I                     | PNL              |          |          |
| Ministrul Apărării Naționale | 90                               | Mircea Dușa                  | 21. Dezember 2012  | 17. November 2015  | Ponta II/Ponta III/Ponta IV | PSD              |          |          |
| Ministrul Apărării Naționale | 91                               | Mihnea Motoc                 | 17. November 2015  | 4. Januar 2017     | Cioloș                      | Independent      |          |          |
| Ministrul Apărării Naționale | 92                               | Gabriel-Beniamin Leș         | 4. Januar 2017     | 29. Juni 2017      | Grindeanu                   | PSD              |          |          |
| Ministrul Apărării Naționale | 93                               | Adrian Țuțuianu              | 29. Juni 2017      | 5. September 2017  | Tudose                      | PSD              |          |          |
| Ministrul Apărării Naționale | 94                               | Mihai Fifor                  | 12. September 2017 | 20. November 2018  | Tudose/Dăncilă              | PSD              |          |          |
| Ministrul Apărării Naționale | (92)                             | Gabriel-Beniamin Leș         | 20. November 2018  | 4. November 2019   | Dăncilă                     | PSD              |          |          |
| Ministrul Apărării Naționale | 95                               | Nicolae Ciucă                | 4 November 2019    | 25 November 2021   | Orban I/Orban II            | unabhängig       |          |          |
| Ministrul Apărării Naționale | 96                               | Vasile Dîncu                 | 25. November 2021  | 24. Oktober 2022   | Ciucă                       | PSD              |          |          |
| Ministrul Apărării Naționale | 97                               | Angel Tîlvăr                 | 1. November 2022   |                    | Ciucă                       | PSD              |          |          |